# 에두아르트 체흐
에두아르트 체흐(체코어: Eduard Čech [ˈɛduart ˈtʃɛx], 1893 – 1960)는 체코의 수학자이다. 체흐 코호몰로지의 정의로 유명하다. 사영기하학과 위상수학에 공헌하였다.

## 같이 보기
- 체흐 코호몰로지
- 스톤-체흐 콤팩트화
- 티호노프 정리